# Tenés
Tenés o Tenes es una ciudad turística de la provincia de Chlef, en la costa argelina, situada aproximadamente a doscientos kilómetros al oeste de la capital, Argel. Según el censo del 2008, cuenta con una población de 35 459 habitantes. Se encuentra a unos cincuenta kilómetros al norte de Chlef, la capital de la provincia, junto al uadi Tnes o uadi Allala. El cabo de Tenés se halla al nordeste de la villa; es un promontorio de 642 metros de altura. La montaña más alta cerca de Tenés en la zona litoral conocida como Dahra es el monte Tazanount, con 779 metros.

## Historia

### Antigüedad
Tenés es una ciudad antigua que ya existía en el siglo VIII a. C.; en aquella época se denominaba Cartinna o Cartenna o Cartennas y el plural Cartenes (Cartenae o Carthenes) sugiere que hubo dos ciudades: una antigua bereber y otra, dependencia portuaria; la primera junto al uadi Allala a kilómetro y medio de su desembocadura. Fue primero una ciudad fenicia y cartaginesa, y luego romana; el 30 a. C. se estableció una colonia de veteranos de Augusto de la II Legión; en el siglo IV fue arrasada durante la revuelta de Firmo en el 372-375. La ciudad participó del cisma rogatista, iniciado por el obispo de Cartenes, Rogat, y continuada por Venancio el Rogatista.
Ocupada por los vándalos en el siglo V, los bizantinos la recuperaron en el VI. La leyenda dice que las tribus de esta ciudad decidieron premiar a los «romanos» que los habían librado de la opresión de los vándalos dando el nombre del jefe del ejército romano, Tenes, a su ciudad.

### Edad Media
Más tarde, la ciudad fue conquistada por los árabes que predicaban el islam en el norte de África. Más o menos sometida al califato omeya, entre el 750 y el 760 escapó de su control y pasó al de los jariyíes, que la dominaron un tiempo indeterminado hasta que reconoció la autoridad del imán rustamí hacia el 780 o 790. Surgió después (en torno al 830 o quizá más tarde) un Estado independiente que según la tradición tuvo origen en el idrisí Ibrahim ibn Muhammad ibn Sulayman ibn Abd Allah al-Kamil, hijo de Muhammad y nieto de Sulayman ibn Abd Allah el-Kamil (hermano de Idrís I y emir de Tremecén desde 786).
Colonias andalusíes, para proteger sus intereses mercantiles de navegación, se establecieron en el 875/876. Acamparon en el recinto fortificado (ḳalʿa) de la ciudad bereber y celebraron un mercado, invitados por los habitantes de la ciudad. A los primeros colonos se unieron otros y comenzaron la construcción de una nueva Tenés o Tenés Lahdar más tarde llamada Vieja Tenés por los colonos franceses, y donde se encuentra la mezquita de Sidi Maiza (considerada la tercera del país y que data de principios del siglo X).
Posteriormente, emigraron a El-Mariya Pechina, donde fundaron un pequeño estado mercantil. Se instalaron entonces cuatrocientas familias del Suk Ibrahim (a dos días al oeste en dirección a Tremecén) y se construyó un castillo; surgió una ciudad nueva que tenía mezquita y una muralla con cinco puertas y que estaba separada de la vieja ciudad romana. Su nombre fue Tanas al-Haditha (Tenés la Nueva) y el del río, Nahr Tanatin (hoy uadi Tnes o uadi Allala); la ciudad romana se conoció como Tanas al-Kadima (Tenés la Vieja).
Los descendientes de Ibrahim ibn Muhammad gobernaron hasta el 910, cuando la ciudad fue ocupada por los fatimíes y entregada a los cenhegíes hasta que Ziri ibn Atiyya al-Maghrawi la conquistó el 998 o 1000. Ziri murió en el 1001 y le sucedió su hijo al-Muizz ibn Ziri, que no compartía la actitud de su padre contraria a Almanzor, primer ministro (hayib) del califa omeya de Córdoba. Hacia el 999 ya había sido establecido por el hayib cordobés como gobernador de la dinastía en Fez. A la muerte de Almanzor el 11 de agosto de 1002, le sucedió su hijo Abd al-Málik al-Muzáffar que a continuación (1002/1003) nombró al magrava al-Muizz ibn Ziri gobernador de todo el Maghrib al-Aksa (con sede en Fez) y el 1006 le envió la carta de investidura, quedando excluido de su autoridad el territorio de Siyilmasa, en el que reinaba otra rama magrava fiel a Córdoba. El 1012, a la caída del califa, al-Muizz se independizó. Murió en el 1026 y le sucedió su primo paterno Hamama ibn al-Muizz ibn al-Atiyya, que ya en el 1025 había sido asociado al gobierno y nombrado heredero. En el 1032 estalló la guerra con los Banū Ifrēn de Salé gobernados por Abu l-Kamal Tamim ibn Ziri, que avanzó sobre Fez y la ocupó (1033). Hamama se retiró al este, hacia Oudja y Tenés, en la parte oriental de su reino. Pasó cinco años reclutando tropas y preparando el retorno, que se produjo en 1037/1038. El 1038 Abu l-Kaman se tuvo que retirar de Fez y volver a Salé. Seguidamente Hamama siguió la política anticenhegí tradicional y combatió a los hamadíes, dinastía fundada por Hammad ibn Bulugguín ibn Ziri que tenía por centro Al-Qal'a de Beni Hammad, fundada en el 1008. El príncipe hammadí al-Kaid ibn Hammad (1028-1054), hijo del fundador de la dinastía, sobornó con grandes cantidades a las tropas cenetes de Hamama; ante la inminencia de la defección de los soldados, Hamama se sometió a los hamadíes y regresó a Fez, donde murió entre el 1039 y el 1041/1042. El sucesor fue su hijo Abu Attaf Dunas ibn Hamama (del 1040/1041 a 1060) a la muerte del cual en el 452 de la hégira (1060) le sucedió su hijo al-Fatuh ibn Dunas, al que se opuso su hermano Adjisa ibn Dunas, que se apoderó de Fez mientras al-Fatuh tenía su corte en Tenés. Comenzó así una guerra civil que duró más de dos años y terminó con la muerte de Adjisa en combate; al-Fatuh pudo entonces reinar sin oposición, pero a los pocos meses fue derrocado por el emir hammadí Buluggin ibn Muhammad (1055-1062).
El príncipe hammadí se retiró y los magravas entregaron el trono a un pariente del último emir, de nombre Muannasar (o Muansar) ibn Hamad ibn Manusar ibn al-Muizz ibn Atiyya (1063) justo a tiempo para hacer frente a los almorávides, que empezaban a acercarse a Marruecos. El mismo 1063 Mannasar fue derrotado por los almorávides en una gran batalla y se tuvo que refugiar con la tribu bereber Sadina; Fez cayó en manos de los guerreros de Yusuf ibn Tašufin, pero hacia el 1065 el gobernador que este había dejado en Fez fue vencido por Muannasar, que recuperó la ciudad. El 1067 los almorávides asediaron Fez; Muannasar intentó una salida y se cree que murió en la lucha (otra versión afirma que huyó y murió después, luchando contra los hamadíes). La población de Fez proclamó emir al hijo, Tamim ibn Muannasar, pero en el 1069 la ciudad cayó de nuevo en poder de los almorávides y Tamim fue ejecutado. Tres mil magravas, ifraníes, miknasíes y cenetes de Fez fueran pasados por las armas por orden del soberano almorávide; una parte de los que pudieron escapar de la matanza se refugiaron en Tremecén y Tenés. El 1080/1081 los almorávides ocupaban estas ciudades. A los almorárides les siguieron los almohades.
Tras la disolución del Imperio almohade en el siglo XIII, la ciudad formó parte del reino de los Awlad Mandil fundado por Abbas ibn Mandil ibn Abd al-Rahman, gobernador del Cheliff (1226-1249) que arrebató Miliana, Tenés, Brechk y Cherchell a los hafsíes, como vasallo; le sucedió su hermano Muhammad I ibn Mandil, que gobernó del 1249 al 1263; fue asesinado por su hermano y sucesor Aid ibn Mandil, que gobernó Uarsenis y Madiyya del 1263 al 1269. Este fue a su vez derrocado por los abdalwadíes, que entregaron el trono a otro hermano, de nombre Umar ibn Mandil. Entre 1269 y 1271/1272 las diversas tribus magrava del Chelif reconocieron la soberanía de los abdalwadíes de Tremecén, pero esto no impidió que Abu-Yahya I Yaghmuràssan ibn Zayyan el 1273/1274 llevase a cabo una expedición en la zona. Esto solo fue el primer episodio de las guerras que enfrentaron a los Magrava del Chelif con los abdalwadíes, que duraron cien años. Thabit ibn Mandil, sucesor de su hermano Umar en el 1278, rigió hasta el 1294. Vendió Tenés a los abdalwadíes (1282), esperando obtener Miliana a cambio; la recuperó el 1283, pero la perdió nuevamente ante los abdalwadíes en el 1287 y por tercera vez en el 1289 (cuando Abu-Saíd Uthman I de Tremecén arrebató la ciudad a los Magrava y Lamdiyya a los Banu Tudjin. Muhammad ibn Thabit fue el emir del 1294 al 1295; este último año, los abdalwadíes ocuparon sus tierras y sometieron todo el emirato y a las tribus magravas.

### Período otomano
En 1533  había una reducida guarnición otomana de veinticinco hombres mandados por un kayed; el gobernador era enviado desde Argel y residía en el palacio de la fortaleza. En el siglo XVIII, la ciudad producía cereales, miel y ganado, pero era conocida en Europa principalmente como lugar de origen de parte del trigo que importaba.

### Período colonial francés
Las tribus de la región quedaron relativamente aisladas de la invasión francesa. Después de la derrota francesa de 21 de noviembre de 1836 ante el bey de Constantina, se decidió negociar y se firmó el Tratado de Tafna del 30 de mayo de 1837 con Abd el-Kader; Tenés y Cherchell fueron los únicos puertos por los cuales Abd el-Kader podía exportar los productos de la zona libre, principalmente lana y cereales hacia Argel o Europa, e importar a sus territorios los productos del exterior como el azufre, el hierro, el acero, etc. El puerto tuvo un gran crecimiento en 1838; como el emir temía una ocupación francesa por sorpresa, instaló en él una guarnición. En 1840 se reanudó la guerra y el enero de 1842 los franceses pusieron a prueba la resistencia de Tenés mediante un ataque desde Cherchell; un segundo asalto en abril de 1843 les permitió ocupar la ciudad el 1 de mayo, tras prometer respetar la vida y bienes de la población y su religión. Fundaron un campamento (Ténès-Camp) separado de la ciudad (Ténès-Ville), que ocupó el lugar de la antigua ciudad romana; se formaron los caidats de Tenés y el de los Banu Madun al sur de la ciudad, y los aghaliks de Bani Hawwa al este (1844). Abd el-Kader volvió a finales de 1845 y se instaló en el alto Ghiw con la tribu coraíta en la aghalik de los Hshem Shraga, pero fue rechazado por los franceses y buena parte de los coraítas fueron pasados por las armas por los franceses (31 de diciembre de 1845) al poco de la rendición del emir el 23 de diciembre de 1845. En 1851 las dos Tenés, la ciudad vieja y la nueva, quedaron unidas en una sola localidad.
El 1852 la población de la ciudad cayó a un nivel muy bajo: 1208 europeos y 134 musulmanes. En 1854 la Vieja Tenés tenía apenas 1150 habitantes. Pero durante la guerra de Crimea (1854-1856) se recuperó merced a que se convirtió en depósito de forraje, grano y harinas que se enviaban al teatro de operaciones. Del 1866 a 1872 hubo una hambruna en el valle del Chelif y la población de Tenés disminuyó un 30 %; después la miseria siguió siendo importante. El 1868 empezaron las obras del nuevo puerto, que no se acabaron hasta el 1914. En 1924 se abrió una línea férrea hasta Orléansville (moderna Chlef o Shlef), que se clausuró en 1937. Durante la guerra de la independencia, desde 1954, la población musulmana de Tenés sufrió el reagrupamiento en un 69,6 %, una de las tasas más altas; al expulsar a los campesinos de sus tierras, la comarca que era por entonces autosuficiente, se volvió dependiente del abastecimiento exterior.